# Ohrasaari (ö i Päijänne-Tavastland, Lahtis, lat 61,49, long 25,68)
Ohrasaari är en ö i Finland. Den ligger i sjön Päijänne och i kommunen Sysmä i den ekonomiska regionen  Lahtis ekonomiska region  och landskapet Päijänne-Tavastland, i den södra delen av landet, 150 km norr om huvudstaden Helsingfors. Öns area är 27,4 hektar och dess största längd är 0,8 kilometer i nord-sydlig riktning.